# Entre fantasmas (novela)
Entre fantasmas es una novela del escritor colombiano Fernando Vallejo, publicada en 1993. Es el quinto volumen de El río del tiempo. La novela comprende un relato de parte de los años en los que residió en la Ciudad de México.

## Sinopsis
La novela comienza con el relato del terremoto de México de 1985:

"Vejez hijueputa que pesas más que teta caída de vieja, a las siete y veintisiete se desató el terremoto"

Entre los fragmentos más importantes de la novela se encuentran:

" Y ahora toma aire Peñaranda, contén la respiración, ármate de paciencia, papel y lápiz y ábrete 
párrafo aparte que te voy a dictar un chorizo, lo que este libro al terminar ha de ser, cuando
adquiera su prístino genio y figura, cuando acabe, cuando acabe. Un libro así: 
chocarrero, burletero, puñetero, altanero, arrogante, denigrante, desafiante, insultante, 
colérico, impúdico, irónico, ilógico, rítmico, cínico, lúgubre, hermético, apóstata, sacrílego,
caótico,nostálgico, perifrástico, pleonástico, esquizofrénico, parabólico, paradójico, inservible,
irrepetible, irreparable, irresponsable, implacable, indolente, insolente, impertinente, repelente, 
recurrente, maldiciente, demente, senil, pueril, brujeríl, burlón, ramplón, parcial, sectario,
atrabiliario,escabroso, empalagoso, tortuoso, rencoroso, tendencioso, sentencioso,verboso, cenagoso,
vertiginoso, luctuoso,memorioso, caprichoso, jactancioso, ocioso, lluvioso, luminoso, oscuro, nublado,
empantanado, soleado, alucinado, desquiciado, descentrado, solapado, calculado, obstinado, atrabancado,
desorbitado, iracundo, bufo, denso, impío, arcano, arcaico, repetitivo, reiterativo, exhaustivo, 
obsesivo, jacobino, viperino, luciferino, hereje, iconoclasta, blasfemo, ciego, sordo, 
necio, obsceno,rojo, negro, terco, torvo, terso, gratuito, execrable, excentrico, paranoico,
infame, siniestro, perverso,relapso, pertinaz, veras, veloz, atroz, soez, sagaz, mordaz,
feliz, falaz, revelador, olvidadizo, espontáneo,inmoral, insensato, payaso, 
y como dijimos antes de empezar y para que no se te vaya a olvidar,
cuentavidas, deslenguado e hijueputa"

"¿Y quién es usted? - Preguntaban - ¿Y qué ha hecho?

Y yo:
- Yo soy el que soy y no he hecho nada. Pero quiero hacer"

En la contraportada del libro está escrita una opinión del autor con respecto a su obra:

" ¿Y yo, cronista de la Muerte y sus hazañas, me voy a ir de este mundo sin acabarme de limpiar el culo
con la constitución de Colombia y los santos evangelios? Injustísimo sería. Dame, señora Muerte, unos
días más, otras páginas"

## Personajes
Fernando Vallejo: Personaje principal y narrador en primera persona.
Brujita: Su perra.
Peñaranda: Su fiel compañero y redactor.
- Datos: Q428533